# Шін Тон-Хьок
Шін Тон-Хьок (ім'я при народженні Шін Ін Кин, 19 листопада 1982 або 1980) — північнокорейський правозахисник. Він стверджує, що є єдиним в'язнем, якому вдалося втекти з табору для інтернованих осіб у Північній Кореї. Його біографія Escape from Camp 14:One Man's Remarkable Odyssey From North Korea to Freedom in the West (укр. Втеча з табору 14) була написана за сприяння колишнього журналіста Washington Post Блейна Гардена.
Шін виступає по всьому світу, розповідаючи про своє життя в північнокорейському таборі 14, щоб привернути увагу до ситуації в північнокорейських таборах для інтернованих і концентраційних таборах, а також до ситуації в цілому в Північній Кореї. Член першої комісії ООН з розслідування порушень прав людини в Північній Кореї назвав Шіна «єдиним найсильнішим голосом» щодо звірств у північнокорейських таборах. Однак багато експертів з північнокорейської політики   та інших втікачів  висловили скептицизм щодо розповідей Шіна про життя в Північній Кореї. 
У січні 2015 року він відмовився від багатьох аспектів своєї історії життя в Північній Кореї після того, як було оприлюднено відео з його батьком, хоча він говорив раніше, що той мертвий.    Також спочатку він стверджував, що провів все своє життя в одному таборі, доки не втік у 2005 році, коли йому було трохи більше 20 років. Натомість зараз він розповідає, що коли йому було 6 років, його та його родину перевели до іншої в'язниці – Табір 18. Там, за його словами, він став свідком страти своєї матері та брата. 

## Біографія
Нижче наведена біографія Шіна, розказана ним до 2015 року, від якої він пізніше частково відмовився.

### Раннє життя
Шін Тон-Хьок народився у таборі для інтернованих в Кечхоні, відомому як Табір 14, у сім’ї двох в’язнів, яким дозволили одружитися. Це була свого роду нагорода за сумлінну працю, хоча «ні наречена, ні наречений не мали особливого впливу на те, з ким вони одружаться».  Батько Шіна, Шін Гюнг Суб, розповів йому, що охоронці віддали йому його матір, Чан Хе Гюнг, як плату за його вміння працювати на токарному верстаті. Шін жив з матір'ю до 12 років. Він рідко бачив свого батька. Йому дозволялося відвідувати батька кілька разів на рік. За словами Шіна, він розглядав свою матір як суперницю за їжуі не мав жодних приязних стосунків зі своїми батьками чи братом Шін Хе Геуном. Представники уряду Північної Кореї та охоронці табору сказали йому, що його ув'язнили, тому що його батьки вчинили злочини проти держави, і що він повинен багато працювати й завжди підкорятися охоронцям, інакше буде покараний або страчений.
У таборі Шін ходив до початкової та середньої школи. Середня школа була «трохи більше, ніж рабські квартали, звідки його відправляли збирати каміння, рвати бур’яни і працювати на дамбах». Одного разу вчитель забив дівчину до смерті за те, що вона зібрала кілька зерен кукурудзи. Його освіта не включала пропаганду чи навіть базову інформацію про Північну Корею. Культ особистості навколо Кім Ір Сена та Кім Чен Іра також був відсутній; наприклад, на виставці не було портретів лідерів Кіма. Табір розташований поблизу дамби гідроелектростанції та шахт, у яких в’язні змушені були працювати. За словамми Шіна, в одній із тюремних камер, де його тримали під час допиту, була електрика та вода. Мати Шіна жила в будинку з кількома кімнатами в «зразковому селі» в таборі, відданому жінкам, які мали дітей.
Шін зазнав значного насильства в таборі і був свідком десятків страт щороку. Частину правого середнього пальця Шіну відрізав його керівник як покарання за те, що той випадково зламав швейну машинку. Він був свідком того, як дорослих в’язнів і дітей били щодня  і як багато в’язнів помирали від голоду, хвороб, тортур і нещасних випадків на виробництві.  Він навчився виживати будь-якими способами, зокрема їсти щурів, жаб і комах, і повідомляти про інших ув’язнених за винагороду.

### План втечі матері та брата
Коли Шіну було 13 років, він випадково почув розмову матері та брата про намір втечі. Шін щойно закінчив їсти водянисту кукурудзяну кашу і намагався заснути, поки не почув, що Хе Геун, його брат, утік із цементного заводу. Мати Шіна Джанг готувала рис, символ багатства в Північній Кореї, для втечі з табору 14. Шін ревнував, що його брат отримує рис. Оскільки учитель Шіна вже був у закритому селі Бовівон, то Шін розповів нічному охоронцю своєї школи про план втечі, оскільки інформування – це те, що його вчили робити з раннього дитинства, і він сподівався отримати винагороду.   Однак шкільний нічний охоронець взяв на себе повну заслугу у виявленні плану, і замість винагороди Шін був заарештований і охоронці катували його протягом чотирьох днів, щоб отримати більше інформації, вважаючи його частиною плану втечі.  
За словами Шіна, охоронці розпалили вугілля під його спиною та встромили гак у шкіру, щоб він не міг боротися, що спричинило багато великих шрамів, які досі є на його тілі.   29 листопада 1996 року, після приблизно семи місяців, проведених у крихітній бетонній тюремній камері, його звільнили, і до нього приєднався його батько, який також був ув’язнений. Із зав’язаними очима та зв’язаними за спиною руками їх погнали назад до головного табору. Тоді керівництво табору змусило Шіна та його батька спостерігати за публічними стратами матері та брата Шіна; потім він зрозумів, що несе відповідальність за страти. Мати Шіна стратили через повішення, а брата Шіна розстріляли.   
Шін заявив, що тоді під час страти брата та матері він відчував, що вони «заслужили» свою долю і як за порушення тюремних правил, і за те, що не включили його в план втечі.   Відтоді Шін висловив каяття у своїх діях, сказавши в інтерв’ю Андерсону Куперу для телевізійного шоу CBS «60 хвилин» таке: «Якби я міг зустрітися з ними за допомогою машини часу, я б хотів повернутися назад і вибачитися». 
В інтерв’ю Національній розвідувальній службі Південної Кореї, а також у своїх мемуарах корейською мовою Шін стверджував, що раніше не знав про втечу. Лише в розмові з Гарденом він переглянув свою історію і сказав, що доніс на матір і брата.  

### Втеча з Паком
Працюючи на текстильній фабриці, Шін подружився з 40-річним політв’язнем із Пхеньяну (на прізвище Пак), який здобув освіту та подорожував за межами Північної Кореї. Пак був у Східній Німеччині та Китаї. Пак сказав, що потиснув руку Кім Чен Іру. Він розповідав йому про зовнішній світ, наприклад, історії про їжу, якої Шін раніше не бачив.  За словами Шіна, майже кожна їжа, яку він їв до того моменту, була кашею з капусти, кукурудзи та солі, іноді з дикими щурами та комахами. Він був схвильований ідеєю їсти скільки завгодно їжі, що Шін вважав це суттю свободи. «Я все ще думаю про свободу як про смажену курку», — зізнався він пізніше. 
Шін вирішив спробувати втекти разом з Паком. Вони склали план, згідно з яким Шін надасть інформацію про табір, а Пак використає свої знання, щоб вийти з табору та втекти з країни. 2 січня 2005 року вони були призначені на роботу для заготівлі дров біля електричної огорожі табору на вершині 370 метрів гірського кряжа. Вони дочекалися, поки охоронці зникли з поля зору, а потім спробували втекти.   Пак намагався пройти першим, але був смертельно вражений електричним струмом, піднімаючись на високовольтний паркан. Шін зміг перебратися через дріт, використовуючи тіло Пака як щит для заземлення струму, але все одно отримав серйозні опіки та шрами, коли його ноги зісковзнули на найнижчий дріт.  
Після втечі Шін увірвався в сусідній фермерський сарай і знайшов стару військову форму.  Одягнувши форму, він іноді міг маскуватися під північнокорейських солдатів. Він вижив завдяки крадіжкам їжі.  Шін не був знайомий з грошима, але протягом двох днів після втечі він продав 4,5 кг мішок рису, вкраденого з дому, і на ці гроші купив печиво та сигарети. Згодом він досяг північного кордону з Китаєм вздовж річки Тумен і підкупив знедолених північнокорейських прикордонників їжею та сигаретами. 

## Редакція 2015 року
У січні 2015 року Шін зв'язався з Блейном Гарденом і відмовився від частини своєї історії.   Гарден описав зміни в обліковому записі Шіна в новій передмові до своєї книги «Втеча з табору 14», але не переглядав кожну деталь. Він сказав, що повний перегляд книги зайняв би місяці, і він хоче опублікувати нову версію якомога швидше. 
Шін сказав Гардену, що він змінив деякі дати та місця та включив деякі «вигадані елементи» в історію. Шін сказав, що він не провів все своє північнокорейське життя в таборі 14. Він сказав, що там народився, але коли він був маленьким, його родину перевели до менш суворого табору 18, і вони провели там кілька років. За його словами, він не лише повідомив про план втечі матері та брата, а й неправдиво причетний до вбивства. Він розповів, що двічі тікав з табору 18. Перший раз, у 1999 році, його спіймали за лічені дні. Другий раз, у 2001 році, він сказав, що перетнув Китай, але через чотири місяці його спіймала китайська поліція та відправила назад до Північної Кореї. Він розповів, що його катували в таборі 14 у 2002 році, коли йому було 20 років (а не 13, як було сказано раніше) як покарання за втечу. За його словами, його неодноразово катували в підземній в'язниці протягом шести місяців. Завдяки навчанню в таборі 18 та його попереднім втечам він сказав, що не був таким наївним щодо зовнішнього світу, коли здійснив останню втечу з табору 14, як він описував раніше.  
У «Втечі з табору 14» Блейн Гарден прокоментував, що «Шін був єдиним доступним джерелом інформації про його раннє життя».  У своїй новій передмові до книги в 2015 році він описав Шіна як «ненадійного оповідача» і прокоментував, що «здається розумним очікувати нових редакцій»,  але також уточнив: «Я не знаю, чи це так». правда (що історія зміниться)».  Гарден висунув теорію, що «Шін, схоже, піддавався тривалим і неодноразовим тортурам. Ми можемо очікувати, що це матиме серйозний вплив на кожен аспект того, ким він є, на його пам’ять, його емоційну регуляцію, його здатність спілкуватися з іншими, його готовність довіряти, його відчуття місця у світі та те, як він дає своє свідчення». 
Корейський фахівець Андрій Ланков прокоментував, що «деякі підозри підтвердилися, коли Шін раптом зізнався в тому, про що багато хто підозрював досі», назвав книгу Гардена недостовірною та зазначив, що перебіжчики зіткнулися зі значним психологічним тиском, тому вигадували історії.   Деякі перебіжчики заявили, що його свідчення є "повною брехнею".  Кім Єн Сун, ще один перебіжчик, ув’язнений в іншому таборі (табір 15), стверджує, що багато перебіжчиків «прикрашають свої історії, вигадують речі та брешуть, щоб зробити себе більш цінними».  Колишній співробітник Національної розвідувальної служби Південної Кореї сказав, що Шін ніколи не жив у «таборі для полонених».  Письменник Саймон Вінчестер прокоментував, що «авторитетність» звіту Комісії з розслідування ООН була «дещо піддана сумніву» цим викриттям. 
Шін пояснив, що не розповів всю історію, тому що хотів приховати, що «матір і брата стратили через моє інформування», сказавши, що «найважливішою причиною, чому я не міг відкрити всю правду, була моя сім’я». Він продовжив: «Все, що я робив до вересня минулого року, це обговорював табори, які вони були, але коли було оприлюднено відео [його батька], мерзенність Північної Кореї розлютила мене. Тоді я зрозумів, що не повинен нічого приховувати. " 

## Життя після Північної Кореї

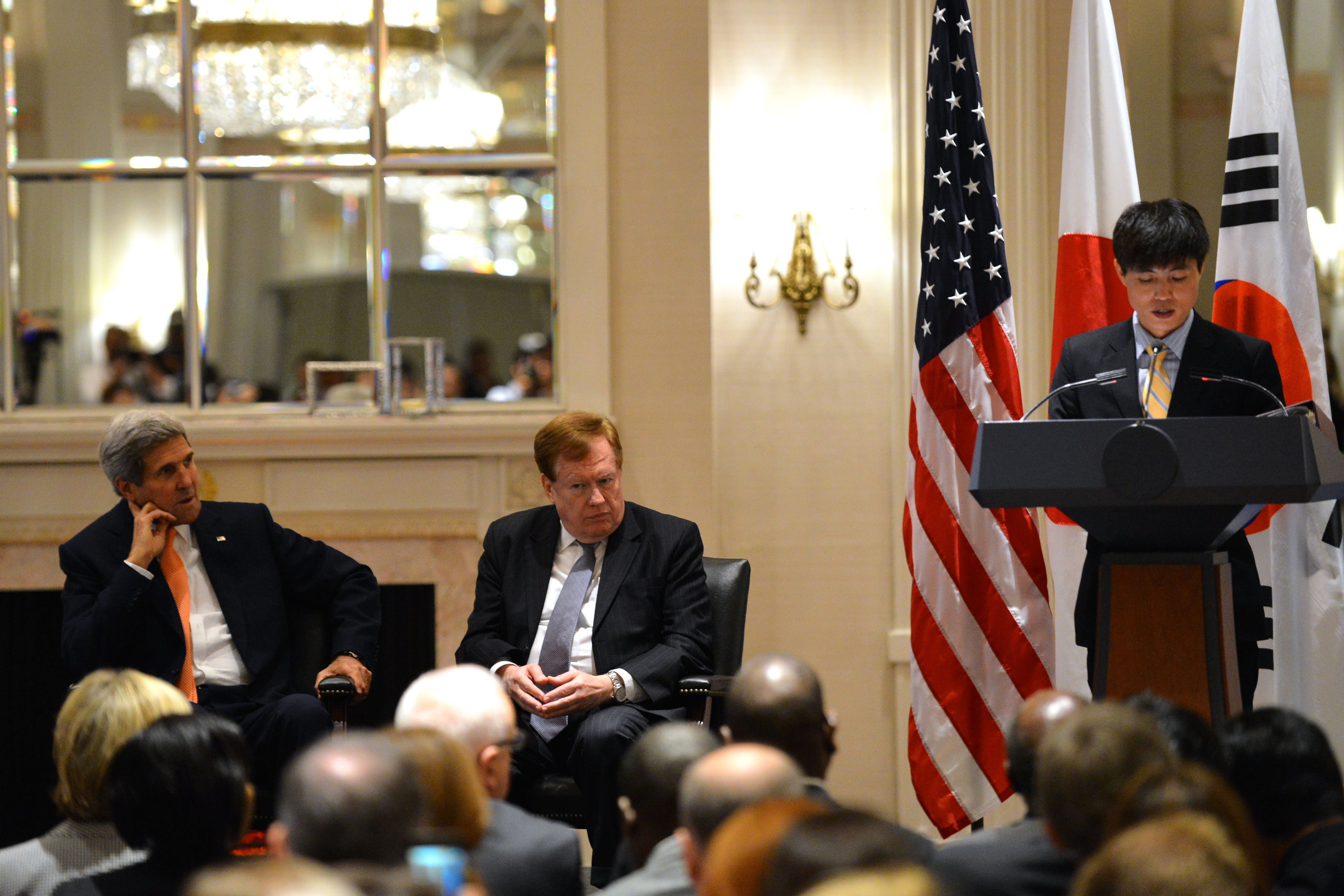
Державний секретар США Джон Керрі слухає Шін Тон-Хьока, який розповідає про свій досвід у Північній Кореї

Провівши деякий час на підробітках у різних частинах Китаю, Шін випадково натрапив на журналіста в ресторані в Шанхаї. Журналіст привіз Шіна до посольства Південної Кореї, щоб той отримав притулок,  а звідти він поїхав до Південної Кореї, де пройшов ретельні допити з боку влади, щоб визначити, чи був він північнокорейським вбивцею чи шпигуном. Пізніше його розповідь передала преса, і він опублікував мемуари корейською мовою. 
Пізніше Шін переїхав до Південної Каліфорнії, змінивши своє ім’я з Шін Ін Геун на Шін Тон-Хьок у «намаганні відновити себе як вільну людину» , і працював у некомерційній організації Liberty in North Korea (LiNK), яка привертає увагу до проблем прав людини в Північній Кореї та надає допомогу північнокорейським біженцям.  Шін повернувся до Південної Кореї, щоб проводити кампанію за знищення північнокорейських таборів для полонених. 
У серпні 2013 року Шін кілька годин давав свідчення першій комісії ООН з розслідування порушень прав людини в Північній Кореї.   Член комісії ООН описав Шіна як «єдиного найсильнішого голосу» щодо звірств у північнокорейських таборах. 
Шін описав деякі аспекти свого особистого життя в Південній Кореї в інтерв’ю Financial Times про популярну культуру, сказавши, що «я насправді нічого не знаю про музику. Я не вмію співати та не відчуваю від цього жодних емоцій. Але я дивлюся багато фільмів, і найбільше мене зворушує « Список Шиндлера ».  Про їжу він каже: «Я знаю, що все смачно. Я дивлюся на кольори та те, як їжа представлена на тарілці, але вибрати дуже важко. Коли я вперше приїхав до Південної Кореї, я був настільки жадібним, що звик замовляти багато їжі. Зараз я намагаюся замовляти стільки, скільки можу з'їсти». Хоча Шін живе в Південній Кореї, його неофіційно усиновила американська пара в Огайо під час перебування в Сполучених Штатах.  Він каже, що підтримує стосунки: «У мене хороші стосунки з моїми прийомними батьками в США. Я часто спілкуюся з ними. Щоразу, коли у мене канікули, я відвідую їх. Я вважаю їх хорошими батьками, і я намагаюся бути хорошим сином. " 
У грудні 2013 року Шін написав відкритого листа у Washington Post зірці американського баскетболу Деннісу Родману, який кілька разів відвідував Північну Корею як «друг на все життя»  Кім Чен Ина. 
30 червня 2017 року Шін Тон-Хьок став батьком. Його дружина Ліанн народила Лукаса Йохана Шіна. 

## Відповідь Північної Кореї
У 2012 році, коли Робоча група ООН із свавільних затримань запитала уряд Північної Кореї про статус батька Шін Тон-Хьока, вони відповіли, що такої особи не існує. Потім у 2014 році, після ідентифікації Шін Тон-Хьока як Шін Ін Геуна, уряд Північної Кореї створив відео  з інтерв’ю з його батьком та іншими ймовірними свідками, щоб дискредикувати Шіна. Його батько заперечував, що Шін виріс у таборі. Згідно з відео, Шін працював у шахті та втік із Північної Кореї після того, як його звинуватили у зґвалтуванні 13-річної дівчинки. Там також говорилося, що мати та брат Шіна винні у вбивстві. На відео стверджувалося, що він зараз поширює «безглузду неправдиву інформацію» про права людини. Шін підтвердив, що цей чоловік був його батьком. Він сказав, що звинувачення в зґвалтуванні є вигадкою, яку він чув раніше. Пізніше він підтвердив, що його матір і брат були засуджені за вбивство, але заявив, що вони невинуваті.   Шін сказав, що, на його думку, уряд Північної Кореї посилає йому повідомлення, щоб він мовчав про порушення прав людини, інакше його батька вб’ють, фактично тримаючи його в заручниках.  Відео змусило Шіна відмовитися від частини своєї історії.  
24 вересня 2014 року Департамент постійного представника КНДР при ООН оприлюднив комюніке, в якому спростовував доповідь КНДР про права людини, включаючи «повний текст інформації Шін Тон-Хьока (신동혁 자료전문)». Окрім інформації, наданої у відеозаписах, містилася додаткова інформація про місце народження Шіна та його батька: Шін нібито народився в Соксан-рі, Пукчанг, провінція Південний Пхьонган (평안남도 북창군 석산리), а пізніше переїхав у Понгчанг-рі, Пукчанг, провінція Південний Пхьонган (평안남도 북창군 봉창리). Він здійснив незаконний перетин кордону з Китаєм і був репатрійований у 2002 році. Батько Шіна народився в 1944 році в Рьонбук-рі, Мундок, провінція Південний Пхьонган, а не в 1946 році. Було сказано, що його батько одружився з матір'ю Шіна в 1972 році і був відправлений до в'язниці в 1975 році за крадіжку державного майна (국가재산략취행위죄). 

## Книги та фільми
У 2012 році журналіст Блейн Гарден опублікував книгу «Втеча з табору 14: дивовижна одіссея однієї людини від Північної Кореї до свободи на Заході», засновану на його інтерв’ю з Шіном. Гарден дав годинне інтерв’ю про книгу в телевізійній програмі C-SPAN Q&amp;A.
Виконавчий директор Комітету США з прав людини в Північній Кореї Грег Скарлатою сказав, що книга зіграла «важливу роль» у підвищенні обізнаності широкої громадськості про північнокорейські табори.  Університет Далхаузі оприлюднив заяву, в якій стверджує, що історія Шіна, описана в книзі, «зрушила глобальний дискурс щодо Північної Кореї, проливши світло на порушення прав людини, настільки поширені в режимі». 
Німецький документальний фільм «Табір 14: Зона повного контролю» режисера Марка Візе вийшов у 2012 році.  Він містить інтерв’ю з Шіном і двома колишніми північнокорейськими офіцерами: перший, Квон Хьок, був охоронцем у таборі 22 і показав аматорські кадри (єдиний відомий кадр табору 22), а другий, О Ян-Нам, був таємним поліцейським, який арештовував людей, яких потім відправляли в табори. Доповнюють фільм анімаційні сцени табору, створені Алі Сузанде. 
2 грудня 2012 року Шін був представлений у програмі «60 хвилин», під час якої він розповів Андерсону Куперу історію свого життя в таборі 14 і втечу. Шін сказав: «Коли я бачу відео Голокосту, це зворушує мене до сліз. Я думаю, що я все ще еволюціоную — від тварини до людини». 

## Нагороди та відзнаки
У червні 2013 року Шін отримав нагороду за моральну мужність, яку присуджує UN Watch, неурядова організація, що базується в Женеві.  
У травні 2014 року отримав ступінь почесного доктора права Університету Далхаузі (Нова Шотландія, Канада).  Студенти університету «провели марш миру та запустили кампанію в соціальних мережах, щоб привернути увагу до порушень прав людини в Північній Кореї. Потім вони зібрали кошти, щоб доставити Шіна до Галіфакса, де його промова перед великою кількістю людей привернула увагу міжнародної спільноти.» 